# Нанкана-Сахиб
Нанкана-Сахиб (англ. Nankana Sahib), (урду ننكانہ صاحِب‎‎), (в.-пандж. ਨਨਕਾਣਾ ਸਾਹਿਬ ) — город в пакистанской провинции Пенджаб, расположен в одноимённом округе.

## Географическое положение
Высота центра НП составляет 187 метров над уровнем моря.

## Достопримечательности
Город имеет важное значение для последователей сикхизма. В нём, как принято считать, родился основатель сикхизма Нанак, в честь которого город и получил своё название (в прошлом город носил название Райбхол-ди-Тальванди). Главная достопримечательность Нанкана-Сахиба — гурудвара Джанам-Астхан (конец XVII в.; перестроена в 1820-е г.г.), посвящённая Нанаку и построенная на месте дома, в котором он родился. Нанкана-Сахиб — один из основных центров паломничества сикхов.

## Демография
Население города по годам:
| 1961   | 1972   | 1981   | 1998   | 2010   |
| ------ | ------ | ------ | ------ | ------ |
| 17 140 | 25 703 | 32 963 | 48 723 | 61 313 |